# Josep Salvat Martí
Josep Salvat Martí (Reus, 24 d'agost de 1857 - Barcelona, 22 de febrer de 1928) va ser un metge militar català, germà del també metge militar Antoni Salvat Martí.
Es va llicenciar en medicina i cirurgia per la Universitat de Saragossa el 1878, i aquell mateix any ingressà a l'exèrcit com a oficial metge alumne de Sanitat Militar. El 1879 va ser destinat a l'hospital militar de Saragossa, i després passà a Maó, la Seu d'Urgell, Pamplona i altres destins. El 1885 va ser ascendit a metge primer i destinat a Cuba, on encara hi havia el seu germà, com a cap de clínica de l'hospital militar de Puerto Príncipe. Es va casar a Santiago de Cuba amb la catalana Josepa Mestre. Malalt, va demanar el trasllat a la península, i un cop concedit, va ser metge militar a Girona. El 1897 va ser destinat a l'hospital militar de Madrid i més tard al de València, el 1909. El 1912 va ser ascendit a subinspector mèdic i destinat a Bilbao. El 1916 va ser director de l'hospital militar de Tarragona, i el 1918 era cap de sanitat militar a la 8a. Regió i destinat a la Corunya amb el grau de coronel metge. Per raons de salut es retira el 1920 i va a viure a Barcelona, ciutat on va morir. Estava en possessió de la Creu del Mèrit Militar, i de la Gran Creu i Placa de l'Orde de sant Hermenegild.